# Ferdinand I al României
Ferdinand I de Hohenzollern-Sigmaringen (n. 24 august 1865, Sigmaringen, Baden-Württemberg, Germania – d. 20 iulie 1927, Sinaia, Prahova, România), numit și Întregitorul și Ferdinand cel Loial, a fost al doilea rege al României, din 10 octombrie 1914 până la moartea sa. Ferdinand (nume la naștere Ferdinand Viktor Albert Meinrad von Hohenzollern-Sigmaringen) a fost al doilea fiu al prințului Leopold de Hohenzollern-Sigmaringen și al Infantei Antónia a Portugaliei, fiica regelui Ferdinand al II-lea al Portugaliei și a reginei Maria a II-a a Portugaliei. Familia sa făcea parte din ramura catolică a familiei regale prusace de Hohenzollern.
Ferdinand și-a petrecut copilăria și adolescența la reședința familiei din Sigmaringen, Germania. În 1885 a terminat cursurile Școlii de ofițeri din Kassel, fiind numit cu gradul de sublocotenent în cadrul Regimentului 1 Gardă de la Curtea Regală a Prusiei. A urmat apoi studii la Universitatea din Leipzig și la Școala Superioară de Științe Politice și Economice din Tübingen, pe care le-a absolvit în 1889.
Începând cu 1889 a devenit Principe de Coroană al Regatului României, în urma renunțării tatălui și fratelui său mai mare, Wilhelm, la drepturile de succesiune la coroana regală a României. Din acel moment s-a stabilit în România, unde și-a continuat cariera militară, având și o serie de comenzi onorifice, fiind înaintat până la gradul de general de corp de armată.
S-a căsătorit la 29 decembrie 1892, la Sigmaringen, cu prințesa Maria Alexandra Victoria de Saxa-Coburg și Gotha, nepoată a reginei Victoria, fiică a ducelui Albert de Edinburgh și a marii ducese Maria Alexandrovna Romanov, unica fiică a țarului Alexandru al II-lea al Rusiei.
Ferdinand a devenit rege al Regatului României la 10 octombrie 1914, sub denumirea de Ferdinand I, în urma morții unchiului său, regele Carol I. A condus România în timpul Primului Război Mondial, alegând să lupte de partea Antantei împotriva Puterilor Centrale, fapt care a avut ca efect excluderea sa din Casa Regală de Hohenzollern de către împăratul Wilhelm al II-lea al Germaniei.
La sfârșitul războiului România a încheiat procesul de realizare a statului național-unitar, prin unirea Basarabiei, Bucovinei și Transilvaniei cu Vechiul Regat. La 15 octombrie 1922, la Alba Iulia, Ferdinand s-a încoronat  drept rege al României Mari.
În anii care au urmat Primului Război Mondial România a cunoscut o serie de transformări profunde, în special prin aplicarea reformei agrare și a votului universal.
În anul 1925 a izbucnit criza dinastică, provocată de renunțarea principelui Carol la drepturile sale de succesiune la Coroana României, fapt ce l-a determinat pe Ferdinand să îl excludă pe Carol din Casa Regală a României și să îl numească drept principe moștenitor pe fiul acestuia, Mihai, care avea să succeadă la tron.
Ferdinand a murit la Sinaia, la 20 iulie 1927, în urma unui cancer galopant la colon. A fost înmormântat la Mănăstirea Curtea de Argeș.

## Copilăria și adolescența

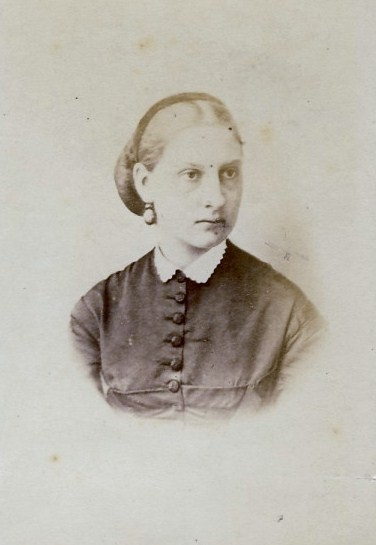
Prințesa Antonia, mama lui Ferdinand

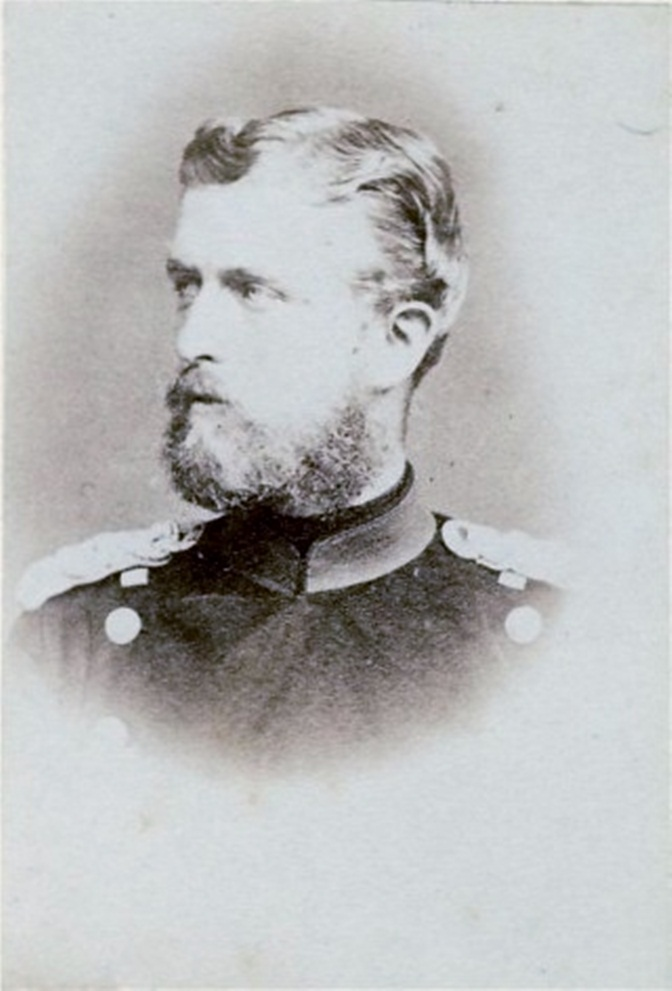
Prințul Leopold, tatăl lui Ferdinand

Ferdinand Victor Albert Mainrad, prinț de Hohenzollern-Sigmaringen, s-a născut la 24 august 1865 la Sigmaringen, Germania, fiind al doilea fiu al prințului Leopold și al prințesei Antónia de Hohenzollern-Sigmaringen. Prin tată, se trăgea dintr-o veche ramură a familiei regale germane: Hohenzollern. Prin mamă, se înrudea cu casa domnitoare portugheză și cu familia de Saxa-Coburg și Gotha. Familia sa făcea parte din ramura minoră, catolică, a familiei domnitoare prusace de Hohenzollern.:pp 32-33 (este de menționat astfel că Maria de Edinburgh – viitoarea Regina Maria a României, avea un grad de rudenie mai apropiat de ramura imperială a Hohenzollernilor de la Berlin, decât chiar Regele Carol I sau Regele Ferdinand I).
Ferdinand și-a petrecut copilăria la reședința familiei din Sigmaringen. Urmează studiile gimnaziale și liceale la Düsseldorf, pe care le va absolvi în 1885. După terminarea liceului a devenit elev al Școlii Militare din Kassel, absolvind în 1897 cu gradul de sublocotenent. Urmează pentru trei semestre, până la începutul anului 1889 când este nevoit să se mute în România, cursurile Universității din Leipzig și ale Școlii Superioare de Științe Politice și Economice din Tübingen.:p. 94
Fiul preferat al mamei sale, „Ferdinand era un tânăr prezentabil, deși destul de lipsit de grație, extrem de timid și penibil de tăcut. Deși urmase Academia de Război din Kassel și fusese vreme de doi ani în armata germană, era mai mult atras de Biserica Catolică și de cărțile sale de botanică.”:p. 56
În școală va manifesta un talent deosebit pentru învățarea limbilor străine, însușindu-și limbile franceză, engleză și rusă. Din 1883 și până la stabilirea definitivă în România în 1889, a avut în permanență un profesor român trimis de regele Carol I: profesorul Vasile D. Păun, fost director al Liceului Gheorghe Lazăr din București. Acesta avea obligația de a-l învăța limba română și de a-i preda lecții de literatura, istoria și geografia românilor.:p. 73
Educația sa a fost una destul de spartană, în ciuda originii sale princiare. Vasile D. Păun, profesorul său de limba română pe perioada studiilor în Germania, o prezenta astfel:
„Nu înconjurat de dascăli aduși acasă, ca doctorii la patul unui slăbănog, ci trimis la gimnasiul public, ca și Împăratul de acum al Germaniei, ca și Regele nostru, nu în trăsură, ci fie cât de rea vremea, pe jos, fără mănuși iarna și fără umbrelă de soare vara; supus acasă la disciplină militară; sculat la șase dimineața, băgat într-o baie rece, la aceeași temperatură în tot timpul; hrănit, negreșit mai bine decât un spartan dar îndestul de frugal; dus la biserică în toate duminicile; ținut departe de toate petrecerile cari i-ar fi umplut mintea de vedenii deșarte și inima de doruri sterpe; obișnuit a dispune de sume foarte neînsemnate de bani, dați lunar, cheltuiți cu rost, pe lucruri trebuincioase, și justificați până la cel din urmă pfennig; priveghiat, apoi, de ochii neîndurați a doi pedagogi, unul civil și celălalt militar, departe, departe de sânul familiei, pe care nu-i era dat s-o vadă decât la Sigmaringen, de trei ori pe an: la Crăciun, la Paști, și în vacanțele de vară; deprins, în sfârșit, a auzi repetându-i-se des cuvintele de aur ale A. Sale Regale, Principele Carol-Anton: « Nu-i destul că v-ați născut principi ci trebuie să munciți ca să dovediți că meritați titlul vostru ».”—Prof. Vasile D. Păun, Principele Ferdinad de Hohenzollern
Din momentul în care Ferdinand a devenit unul dintre principii moștenitori ai tronului României, viața și activitatea tânărului prinț a fost constant în atenția opiniei publice din România. De exemplu o știre din 1887 spunea că „Se zice că prințul Ferdinand de Hohenzollern este destul de serios bolnav la Duesseldorf.” O altă știre de la o dată ulterioară arăta că „Principele Ferdinand în garnizoana Potsdamului își petrece admirabil de plăcut timpul.”
Nu erau neglijate nici aspectele referitoare la incertitudinea desemnării oficiale a unui succesor la tron. Astfel, deși prinții sunt criticați pentru mai slabul interes în însușirea limbii române, li se găsesc circumstanțe atenuante în situația dinastică neclară. „Auguștii nepoți ai Regelui nostru, nu își dau multă osteneală ca să învețe limba română. […] Poate că incertitudinea care înconjură încă chestia succesiunei la Tronul României contribue și ea, în mare parte, la puțina îngrijire ce principii Ferdinand și Carol arată pentru limba română.”

## Principe de Coroană
La 21 noiembrie 1880 șeful casei de Hohenzollern-Sigmaringen, principele Karl Anton de Hohenzollern-Sigmaringen, împreună cu fiii săi, Carol, rege al României, prințul Leopold și prințul Frederic, încheie „Pactul de familie” prin care aceștia recunoșteau dispozițiile constituționale relative la succesiunea tronului României. Prin acest act, prințul Leopold a renunțat la drepturile sale de succesiune în favoarea fiilor săi.:pp 91-92
Astfel, conform documentului, cei trei fii ai prințului Leopold, prinții Wilhelm, Ferdinand și Carol, au devenit din acel moment „moștenitori prezumtivi” ai regelui României, Carol I.
La 14 martie 1881 adunările legiuitoare aprobă modificarea Constituției României, care este proclamată regat, iar domnitorul Carol este proclamat rege. Ceremonia de încoronare s-a desfășurat la 10 mai 1881 și a fost urmată de 8 zile de sărbătoare națională. Cu această ocazie, principele Ferdinand face prima sa călătorie în România, însoțindu-l pe tatăl său.:pp 161-162 Ulterior Ferdinand, singur sau împreună cu fratele său Carol, a mai vizitat România în mai 1883, mai 1885:p.295 și noiembrie 1886:p.366
După tatăl său (în 1880) și fratele său mai mare, Wilhelm (în 1886) a renunțat la drepturile sale succesorale la tronul României.
„Chemat însă, ca principe ereditar de Hohenzollern, a îndeplini către Casa Noastră datorii de căpetenie, conștiința mea îmi impune obligația să nu las nici o îndoială asupra posițiunei mele față cu  așezămintele constituționale privitoare la succesiunea Tronului românesc, la care familia noastră a aderat în mod solemn și deplin prin actul din 21 noiembrie 1880.
Mă călăuzesc dar de aceste sentimente aducând la cunoștința Majestății Voastre renunțarea mea la drepturile eventuale ce am asupra Coroanei României, drepturi cari mi-ar fi dobândite în lipsa unui moștenitor direct al Majestății Voastre. Am însă încrederea deplină că dacă Principele Ferdinand, fratele meu, ar fi chemat să urmeze marea operă începută de Majestatea Voastră, el va pune în îndeplinirea acestei misiuni mărețe o voință hotărâtă, o muncă conștiincioasă și neobosită, și toată onoarea sa.”—Scrisoarea de renunțare a prințului Wilhelm, Baden-Baden, 29 decembrie 1886
La 14 noiembrie 1886, principele Ferdinand este încadrat în Armata României, cu gradul de sublocotenent în Regimentul 3 Linie.
Prin renunțarea fratelui său mai mare Ferdinand a devenit, fără să își dorească, moștenitor al unchiului său, regele Carol I al României. „Wilhelm, fratele mai mare al lui Ferdinand, a încercat să trăiască în Balcani vreme de un an, dar a găsit viața de acolo nemulțumitoare. Preferind să trăiască în Germania ca Prinț de Hohenzollern, el a predat onorurile românești fratelui său mai mic. Ferdinand, care își trăia viața mai mult prin absență, a fost prea slab să refuze o poziție care îi displăcea și pentru care era extrem de nepotrivit.”:p. 56
La 14 martie 1889 Senatul României a votat o moțiune de „a înscrie în apelul său nominal pe al doilea fiu al A. S. R. Principele Leopold, Principele Ferdinand, cu următorul titlu «Alteta Sa Regală Ferdinand, Principe al Romaniei, moștenitor presumptiv al Coroanei»”.
La 27 martie 1889, Ferdinand trimitea din Cannes președintelui Senatului o scrisoare de răspuns prin care lua act cu vie mulțumire de decizia corpului legiuitor și transmitea intenția de a veni definitiv în România precum și hotărârea sa de a-și îndeplini cu credință îndatoririle ce îi reveneau în noua sa calitate.
„ Să fiți bine convinși că toate actele mele vor fi însuflețite de cea mai adâncă iubire către țară, pe care mă voi sili a o servi din toate puterile mele, luând călăuză pilda marilor săi Domni din trecut, inspirându-mă de frumoasele amintiri ce au lăsa și având neîncetat sub ochi nobilul exemplu al regelui Carol I. Astfel sper a corespunde încrederei și așteptărilor poporului român.:pp 227-228”—Principele Ferdinand
La 17 aprilie 1889, primul ministru Lascăr Catargiu trimite spre aprobare regelui, raportul nr. 705, prin care se cerea aprobarea pentru publicare în Monitorul Oficial „a celor 4 acte relative la regularea succesiunei la Tron din 1880 [...], precum și a scrisorii A. S. Principelui Guillaume, principe ereditar de Hohenzollern, din 29 Decembre 1886, care completează aceste acte.” Potrivit Constituției, Ferdinand nu era nevoit să treacă la ortodoxism, însă se prevedea ca urmașii săi să fie botezați în religia ortodoxă.
Principele Ferdinand a sosit în România, în data de 19 aprilie 1889, îmbrăcat în uniforma de sublocotenent a Regimentului 3 Linie, fiind întâmpinat la Gara de Nord de oficialitățile statului, în frunte cu regale Carol și regina Elisabeta.
La 23 aprilie 1889, la propunerea ministrului de război, Ferdinand este înaintat „la alegere”, la gradul de locotenent, în cadrul aceluiași regiment, al cărui comandant onorific era tatăl său, prințul Leopold.

### Căsătoria

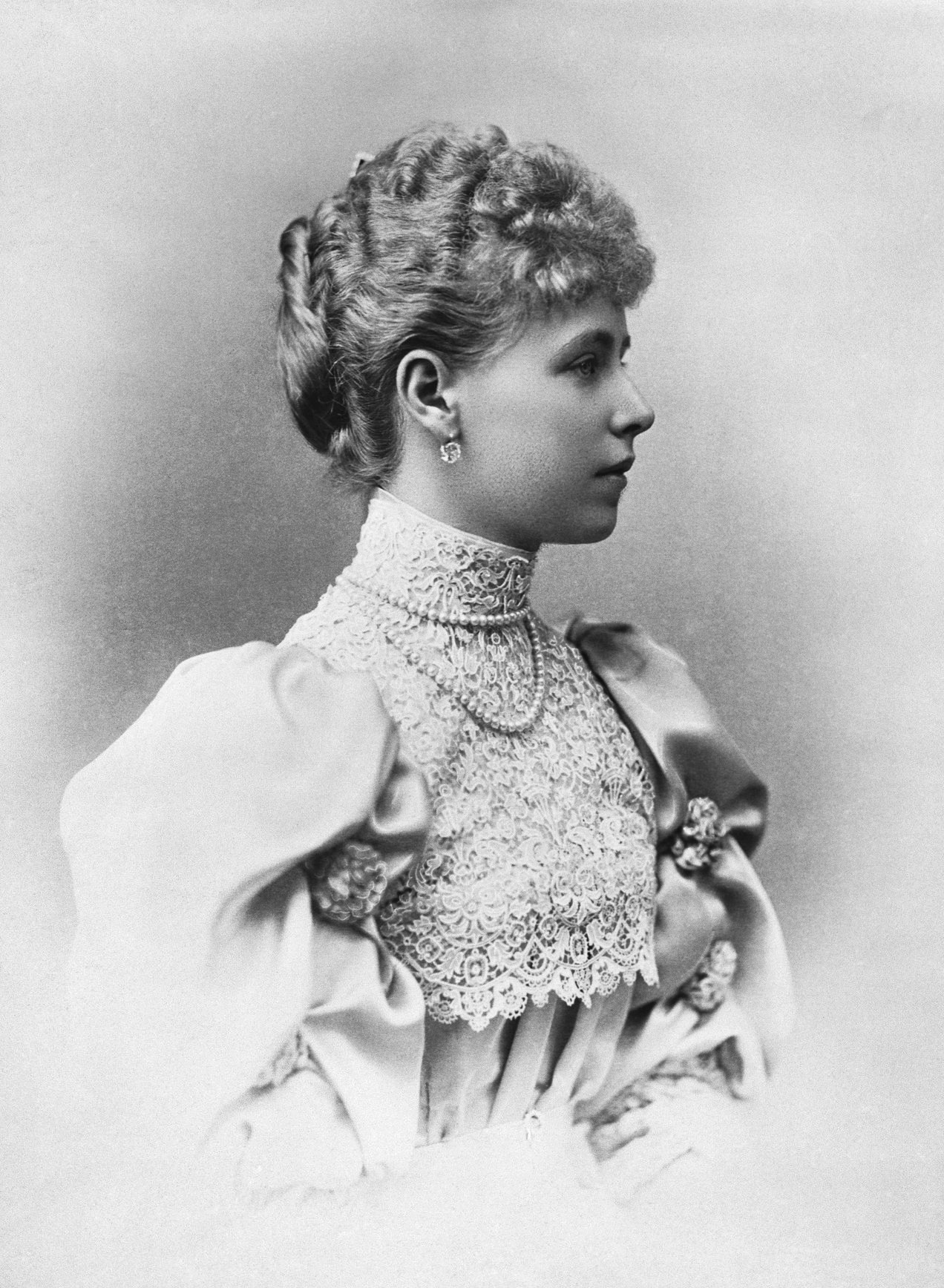
Principesa Maria în anul căsătoriei, 1893

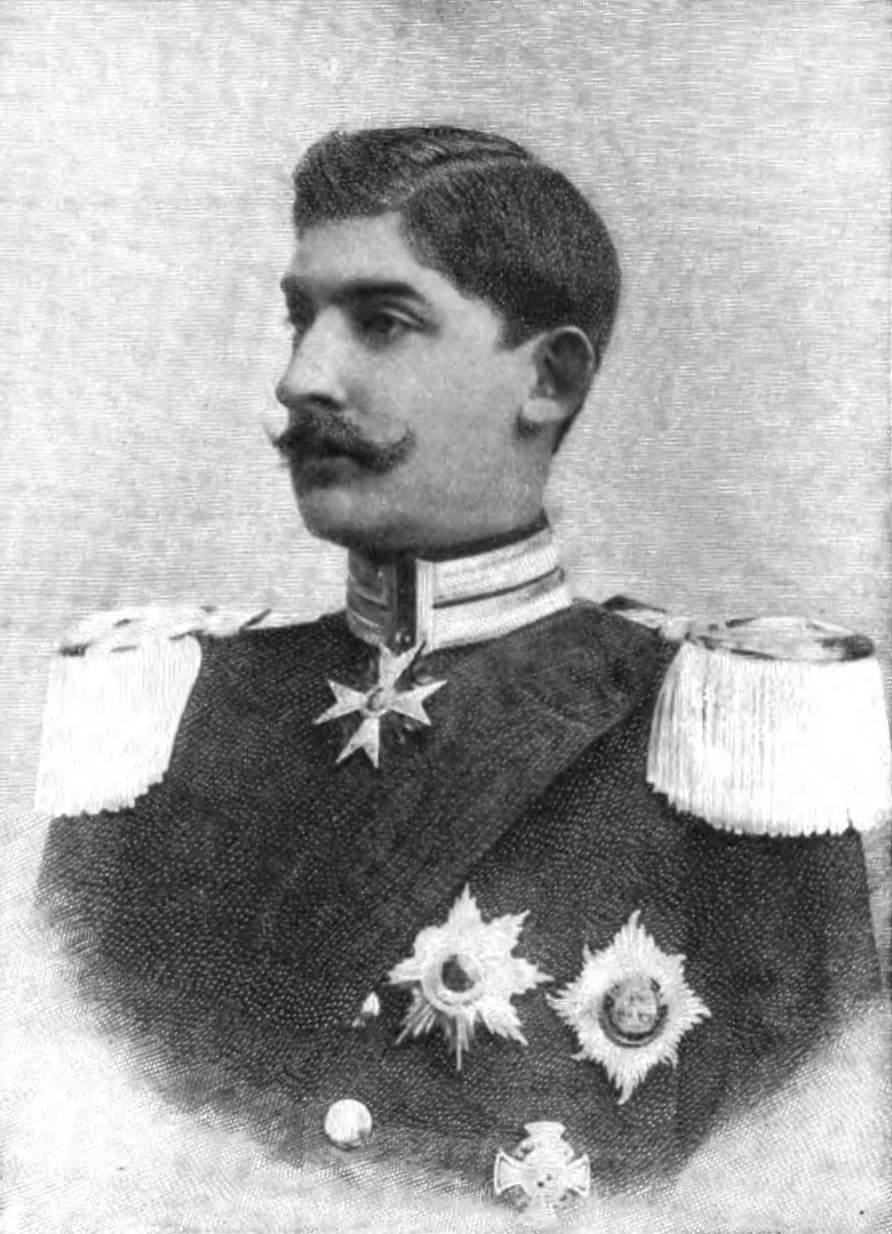
Principele Ferdinand în anul căsătoriei, 1893

După curmarea din fașă de către regele Carol I a unei idile cu Elena Văcărescu, Ferdinand a devenit obiectul complicatului balet politico-diplomatic al căsătoriilor monarhice europene din a doua parte a secolului XIX. „În acea epocă nici nu se punea problema să ceri părerea copiilor, care trebuiau să se căsătorească din motive ce nu țineau de sentimente, ci de politică.”:p. 28
Casa Regală a României a început căutarea unei partide pentru prințul de coroană Ferdinand, menite să asigure viitorul acestei dinastii. Astfel vor fi declanșate o serie de acțiuni menite să contribuie la cunoașterea și apropierea dintre Ferdinand și principesa Maria de Edinburgh. Primele întâlniri din anul 1891 vor fi eșecuri totale, dar apoi prin intervenția energică a împăratului german care îl cheamă pe timidul Ferdinand și îi ordonă să rezolve situația, simultan cu presiunile făcute de marea ducesă Maria Alexandrovna asupra Mariei, lucrurile se vor aranja prin anunțarea logodnei noului cuplu, în vara lui 1892.:pp. 30-47

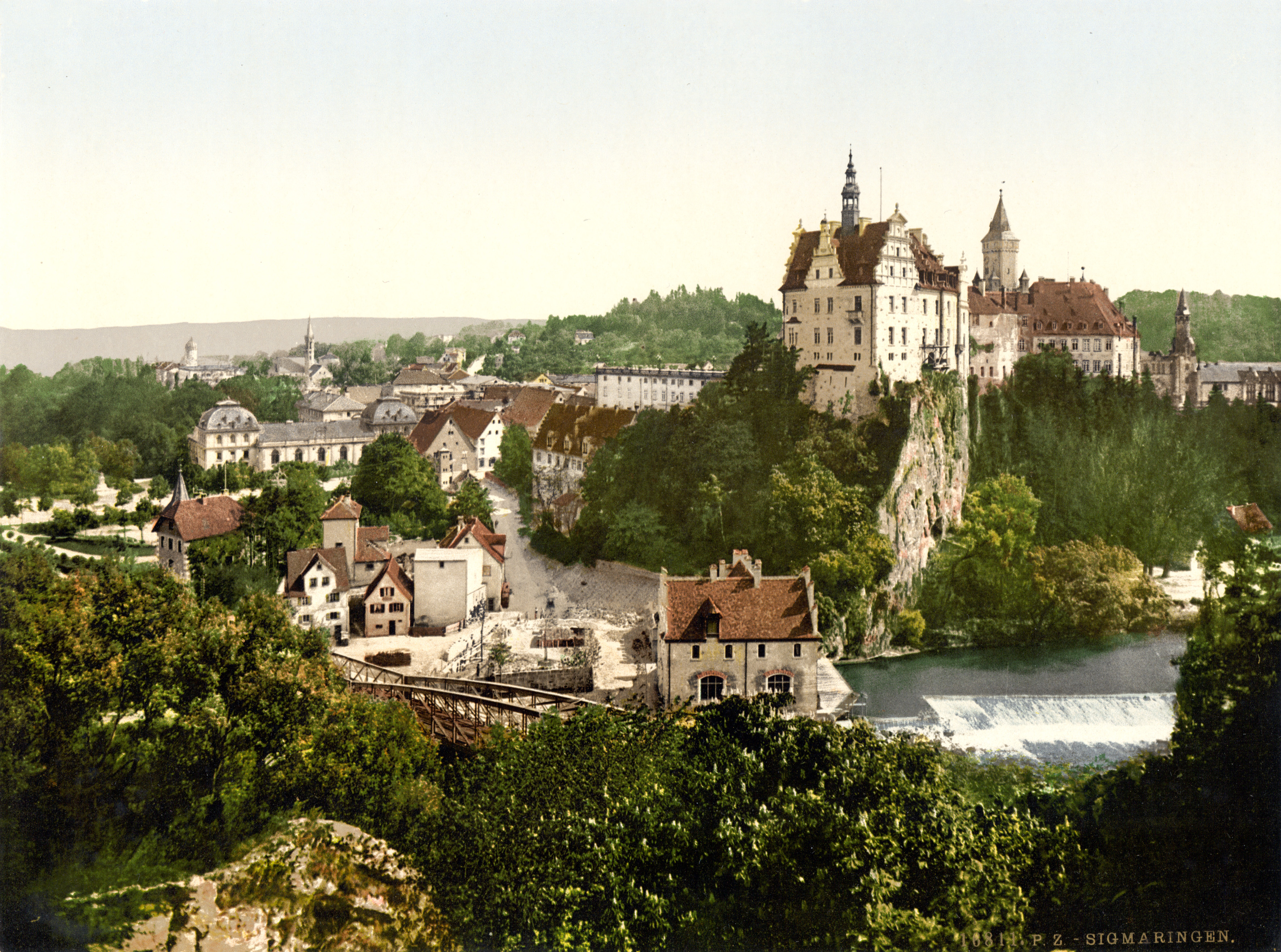
Castelul din Sigmaringen, locul căsătoriei

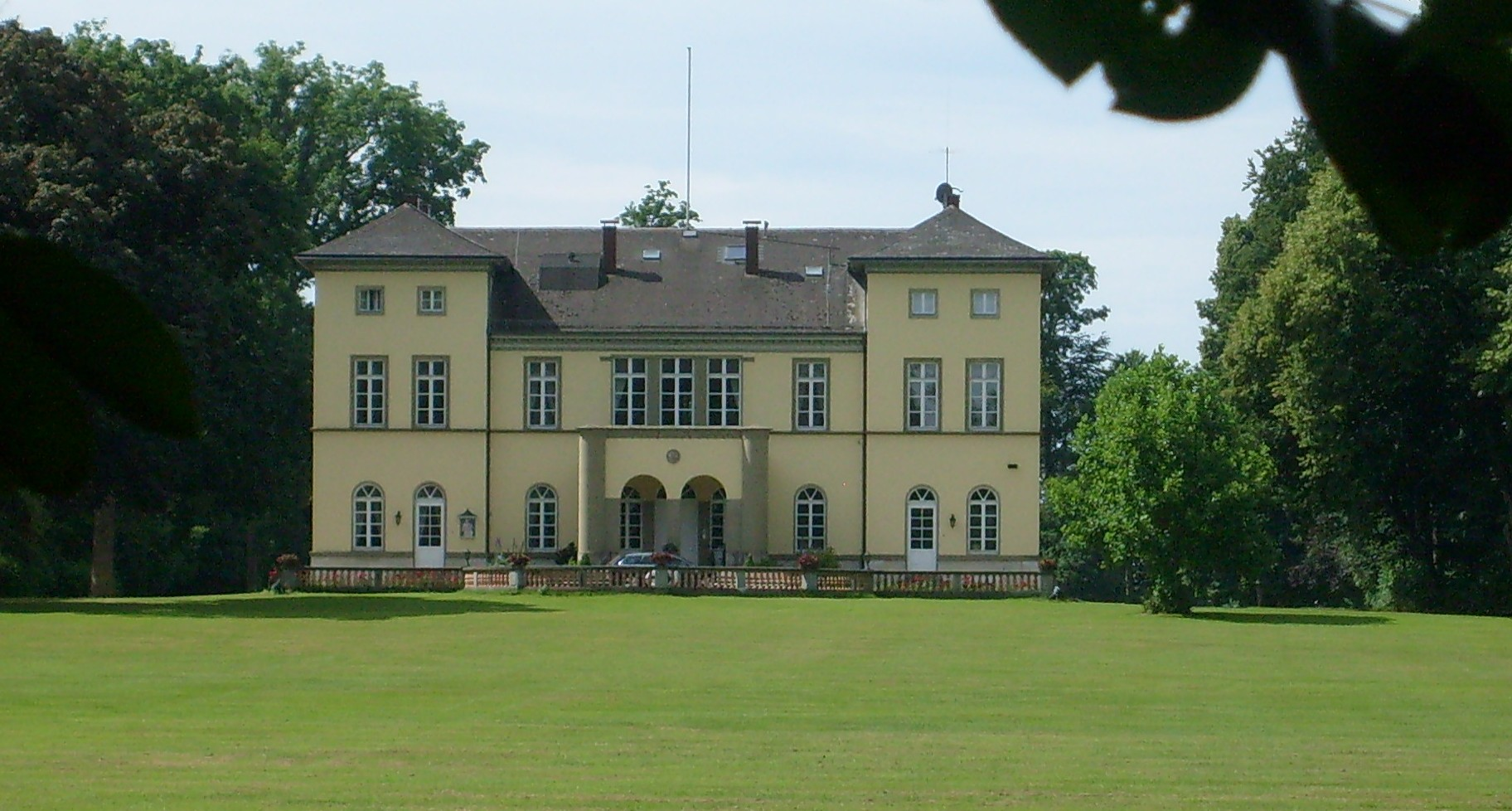
Castelul Krauchenwies - luna de miere

Pentru oficializarea logodnei, regele Carol I a efectuat în toamna lui 1892 o vizită la Londra pentru a se întâlni cu ducele de Edinburgh, tatăl Mariei, și apoi cu regina Victoria, care a fost de acord cu căsătoria preconizată, oferindu-i cu acest prilej lui Carol Ordinul Jartierei.
La 10 ianuarie 1893, la Sigmaringen în Germania, este celebrată căsătoria Alteței Sale Regale Ferdinand, Prințul de Coroană al României cu Alteța Sa Regală Marie de Edinburgh. Celebrarea a cuprins de fapt un număr de trei ceremonii de căsătorie: civilă, catolică (religia lui Ferdinand) și protestantă (religia Mariei).
Căsătoria civilă a avut loc în Salonul Roșu al castelului din Sigmaringen, fiind oficiată de Karl von Wedel, mareșalul curții imperiale, împăratul Wilhelm al II-lea al Germaniei fiind primul dintre martorii care și-au pus semnătura pe actul de căsătorie.
Principala ceremonie, cea catolică, a avut loc la catedrala orașului, fiind prima căsătorie a unei prințese britanice cu un prinț catolic, după câteva sute de ani.
Cea de-a treia ceremonie, cea protestantă, a fost una mai modestă, fiind oficiată în unul din saloanele palatului de către un capelan al Marinei Regale Britanice.
Deși regele Carol I, preocupat permanent de simțul datoriei, le-a urat doar „Honigtag” („o zi de miere”), proaspătul cuplu regal avea să petreacă totuși o lună de miere la castelul Krauchenwies de lângă Sigmaringen . De aici au plecat spre țară, cu o scurtă oprire la Viena unde își vor îndeplini prima lor sarcină oficială, aceea de a-l vizita pe împăratul Franz Josef. Având în vedere situația politică delicată a momentului (era în plină desfășurare procesul memorandiștilor) vizita avea să fie scurtă urmată de o traversare a Transilvaniei pe timp de noapte și cu luminile trenului stinse. Cuplul princiar va avea parte de o primire călduroasă încă de la trecerea frontierei, la Predeal, urmată de o serie întreagă de ceremonii și recepții oficiale.:p. 52 La întoarcerea în țară a cuplului princiar s-au oficiat 32 de nunți ale unor țărani români, la Biserica Sfântul Spiridon Nou din București, urmate de o masă la Ateneul Român, unde Prințul Ferdinand și-a adus și el soția.

### Relațiile în familie
Relația cuplului princiar și apoi regal Ferdinand și Maria a fost una complexă și cu o evoluție sinuoasă în timp, dar ceea ce a constituit o constantă a acestei relații a fost permanenta disociere între viața publică și cea privată, pe care atât Ferdinand cât și Maria au făcut-o. Ei nu au lăsat niciodată ca problemele personale sau de cuplu să primeze în detrimentul funcțiunilor publice pe care le aveau la nivelul societății, focalizându-și energiile și eforturile într-un mod concertat, pentru îndeplinirea misiunii care le revenea. ”Preocuparea noastră cinstită a avut întotdeauna un singur obiect: România. Orice greșeli vom fi făcut, pe noi ne-au animat de fiecare dată intențiile cele mai bune.”:p. 214
Faptul că această căsătorie a fost stabilită din interese dinastice, fără ca cei doi viitori soți să aibă vreun cuvânt de spus, ca și diferența de vârstă și temperament a lor, a făcut ca în primii ani de căsătorie relația celor doi să fie una destul de tumultuoasă și inegală.
„Noi suntem naturi total diferite, nu putem înțelege anumite lucruri pentru că mintea noastră lucrează complet altfel. În tinerețea noastră ne făceam unul pe altul să suferim, eram ca doi cai rău împerecheați, deși erau întotdeauna probleme asupra cărora cădeam de acord.:p. 122”—Regina Maria, Însemnări zilnice
Cu timpul, cu apariția copiilor, cu o mai bună înțelegere din partea lui Ferdinand și cu mai buna integrare a principesei Maria în Casa Regală și în societatea românească, perechea princiară a reușit să treacă peste cele mai multe dintre aceste asperități, reprezentând un factor de stabilitate pentru viitorul dinastiei și al României în general. Cel mai bine a sintetizat această perioadă tot regina Maria care îi mărturisea la un moment dat regelui Ferdinand ”ce păcat că a trebuit să irosim atâția ani ai tinereții ca să învățăm cum să conviețuim!”:p. 214

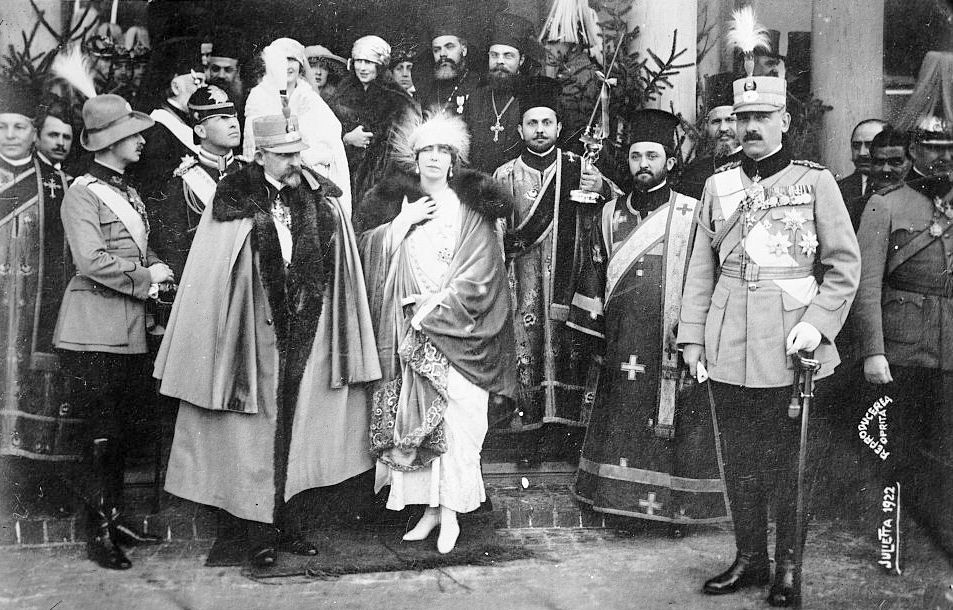
Ferdinand și Maria ca rege și regină

Diferența de temperament dintre Maria și Ferdinand a indus în anumite momente percepția că acesta ar fi fost sub dominația energicei sale soții, ceea ce era de multe ori doar o aparență. Chiar dacă Ferdinand lua hotărârile cu greutate și de multe ori ajutat de alții, inclusiv de către regină, el nu lua decât acele hotărâri la care singur ajunsese la concluzia că sunt cele corecte. 
„Părerea obișnuită este că era sub influența Reginei Maria, că ei i se datorează hotărârile care l-au dus la gloria întregirii neamului. Lucrul nu este exact. Desigur că în unele probleme Regina Maria a exercitat o înrâurire asupra lui într-o oarecare măsură. Chiar personalități mai puternice din apropierea lui l-au putut influența, ca să nu mai vorbim de o personalitate atât de hotărâtă, de vie ca a Suveranei. Însă o adevărată, o decisivă influență dânsa nu putea exercita, fiindcă legătura sufletească dintre ei era prea slăbită, prea erau departe și străini unul de altul. În tinerețile lui dânsul o iubise mult, această dragoste nu fusese însă împărtășită.:p. 122”—Ion G. Duca, Amintiri
Dincolo de iubirile pasagere ale regelui Ferdinand și ale reginei Maria, relația lor de cuplu s-a consolidat ajungând ca între ei să se stabilească o toleranță și o camaraderie bazate pe preocupările comune pentru țară și familie. Ea se închina în fața superiorității sale ca rege și bărbat în public. El se pleca în fața ei în viața particulară.:p. 22 „Acum suntem cei mai buni asociați, cei mai loiali tovarăși, dar viețile noastre se întretaie doar în anumite chestiuni.”:p. 122
„Când s-au urcat pe tron dragostea lor se stinsese de ani de zile. [...] Regele însă admira multe din însușirile soției lui — voința, sinceritatea, vitalitatea, veselia dar atâta tot. Treceau săptămâni și luni fără să-și vorbească altceva decât banalități la masă și față de martori. Nici o intimitate între două vieți îndreptate pe cărări despărțite. Tronul pe de o parte, încercările ei repetate pe de altă parte, îi apropia din nou vrând ne vrând, dar nu destul. Este sigur că în fundul sufletului său el a avut față de dânsa adevărata stimă și adevărata încredere, o cunoștea însă prea bine ca să nu se sfiască de ea.:p. 122”—Ion G. Duca, Amintiri

### Viața la Curtea Regală

Palatul Regal la 1900

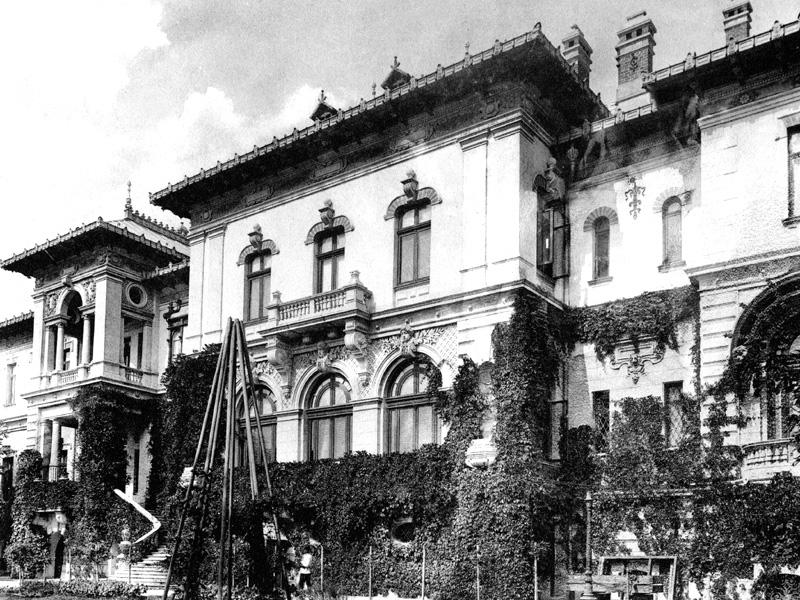
Palatul Cotroceni la 1900

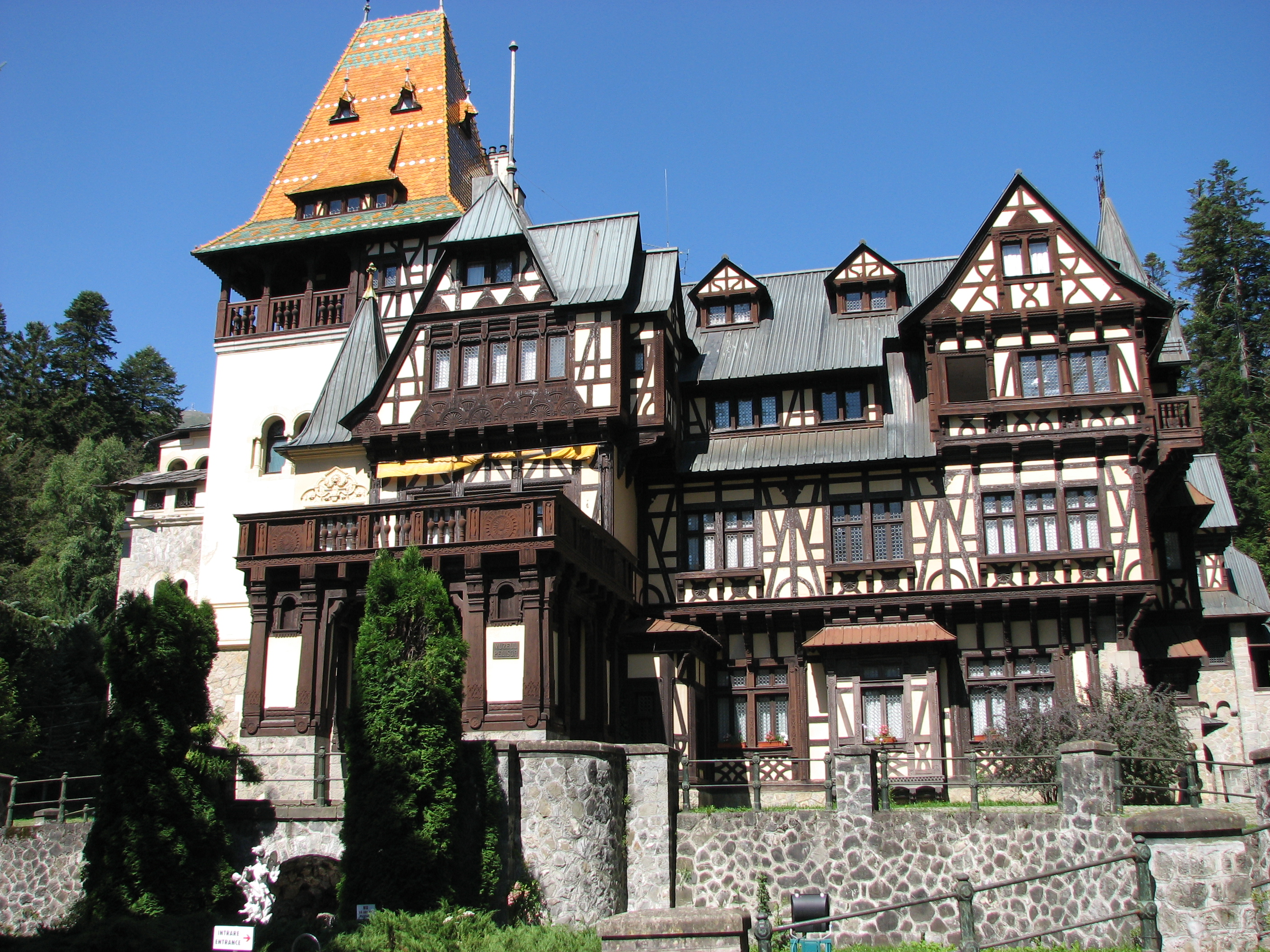
Castelul Pelișor

Ferdinand și Maria au trebuit să participe în perioada imediat revenirii în țară la o întreagă suită de manifestări oficiale prilejuite de căsătoria cuplului princiar unde, deși au întâlnit toată elita politică, culturală și militară a României, regele Carol veghea ca aceștia să nu-și facă prieteni în societatea românească deoarece „prietenii nu erau întotdeauna cei mai buni sfătuitori, plus că favoritismul creează gelozii, așa că e mai sigur să nu ai prieteni.”:p. 106
Primii ani ai căsniciei nu au fost dintre cei mai fericiți, fiind marcați de faptul că, așa cum arăta Maria, „soțul meu era subjugat de cultul pentru bătrânul de fier, tremurând mereu la gândul că acțiunile sale l-ar putea nemulțumi pe acest sclav al datoriei care era capul familiei.”:p. 105
În viziunea lui Carol, „acest rege conservator și maniac al disciplinei, care s-a zbătut mai mult decât oricine altcineva să construiască România modernă”, singurul rol pe care perechea moștenitoare trebuia să îl joace era acela de a-și face datoria în ducerea mai departe la îndeplinire a acestui proiect al său. În acest scop, i-a tratat pe Ferdinand și Maria fără nici un fel de menajamente. „Regele Carol nu avea nici o afecțiune pentru Principele Ferdinand, îl tiraniza cât putea și îl umilea mai mult decât trebuia.”:p. 99 Cât despre Maria, Carol afirma simplu că „o prințesă moștenitoare are doar datorii și singurele sale drepturi sunt cele care decurg din această situație.”:p. 56
De asemenea, raporturile lui financiare cu perechea princiară au fost în aceeași notă: „i-a lăsat veșnic să se zbată cu ridicole greutăți financiare, cu o numeroasă și costisitoare familie, când ar fi putut să le asigure traiul cuvenit, mărindu-le subvenția sa numai cu câteva zeci de mii de lei în plus.”:p. 103
În martie 1896 cuplul moștenitor al coroanei României se mută în noua reședință princiară, Palatul Cotroceni, care, începând cu 1892, începuse să fie amenajat special în acest scop de către Regele Carol I. Acest fapt va permite obținerea unui grad mai mare de independență în viața privată a familiei princiare, și începutul unei desprinderi de tutela regelui. Tot Carol va construi și o nouă reședință de vară pentru principii moștenitori, Castelul Pelișor, situat în complexul familiei regale de la Sinaia, inaugurat în anul 1903.
În anul 1896, Ferdinand și Maria vor reprezenta familia regală română la festivitățile prilejuite de încoronarea țarului Nicolae al II-lea al Rusiei.
În conformitate cu uzanțele caselor regale și într-o încercare de a asigura o implicare mai mare a principelui de coroană în activitățile statului, Regele Carol I decide, în 1896, numirea principelui Ferdinand în calitate de comandant onorific al Regimentului 4 Roșiori.
În 1897 principele Ferdinand se îmbolnăvește de o formă gravă de febră tifoidă, care a fost aproape de a-i cauza moartea. După convalescența și însănătoșirea lui Ferdinand, perechea va pleca și va petrece iarna 1897/1898 pe Coasta de Azur, în compania rudelor Mariei din familia imperială rusă, fapt care va provoca nemulțumirea regelui Carol.:p. 93

### Copiii și educația acestora

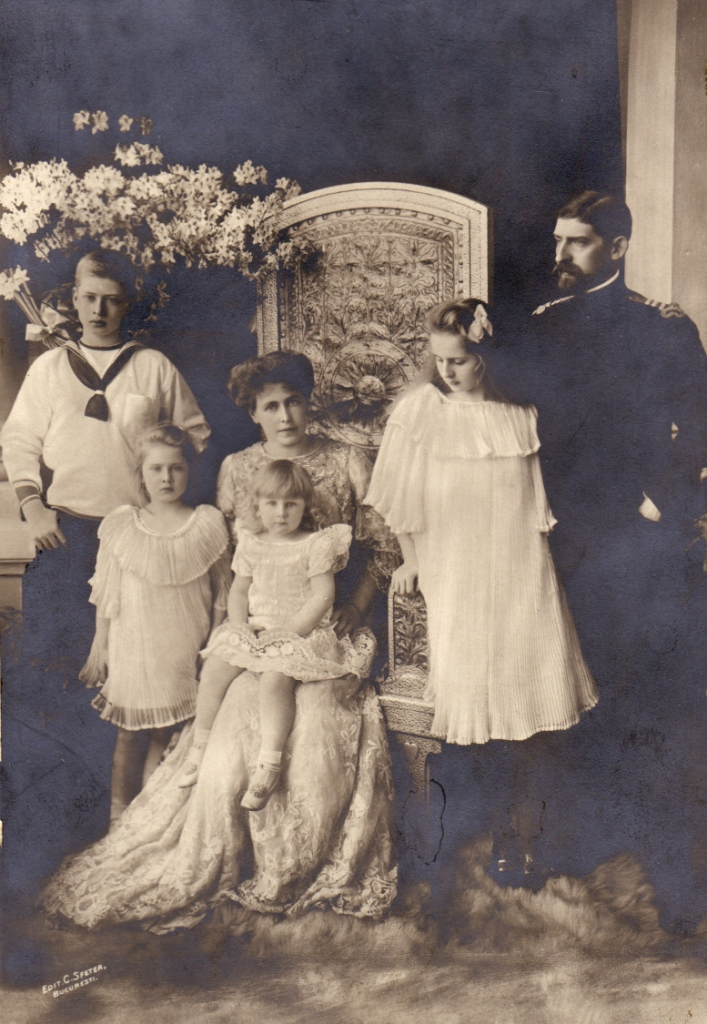
Principele Ferdinand, Principesa Maria și copiii Carol, Elisabeta, Maria și Ileana, 1913.

Cuplul princiar (și apoi regal) Ferdinand și Maria va avea un număr de 6 copii, din care unul, principele Mircea, a murit la o vârstă fragedă. Primul lor copil s-a născut la numai nouă luni și cinci zile de la căsătoria lor, este vorba despre principele Carol, născut la castelul Peleș, în 1893. A urmat apoi principesa Elisabeta (1894), principesa Maria (1900), principele Nicolae (1903), principesa Ileana (1909) și principele Mircea, născut în ianuarie 1913.
Relațiile dintre părinți și copii în familia regală Ferdinand și Maria au fost în aparență normale, dar în fapt atât regele cât și regina nu s-au implicat în educația copiilor regali așa de mult pe cât ar fi fost necesar, astfel încât aceștia să conștientizeze și să înțeleagă pe deplin misiunea care le revenea în cadrul societății românești. Maria, fire copilăroasă și îndrăzneață, nu a reușit să-și supravegheze copiii cu strictețe, în vreme ce Ferdinand, datorită incapacității sale de a lua hotărâri și mai ales datorită timidității sale excesive, nu a reușit la rându-i să se impună în viața copiilor săi. Copiii au primit, desigur, instrucția cuvenită rangului, dar Casa Regală nu putea ține locul unei adevărate instituții pedagogice. Curtea a reprezentat mai degrabă un mediu delăsător, în care fiecare copil regal a crescut în voia lui, fără o educație riguroasă, corespunzătoare viitoarei lor misiuni, formarea personalității lor suferind de lacune serioase.:p. 92

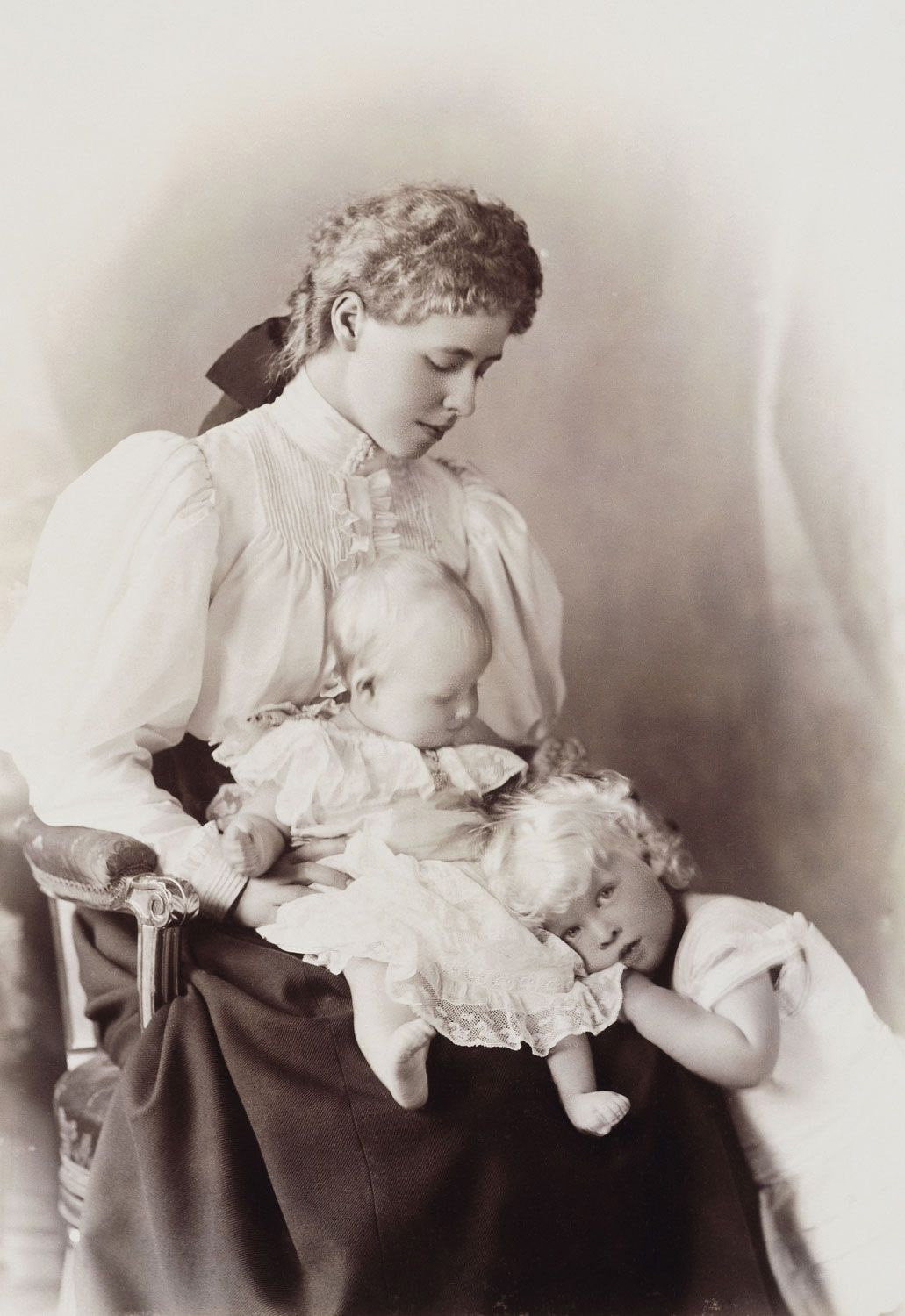
Principesa Maria cu primii săi copii, Carol și Elisabeta, în 1895.

Maria recunoștea că „nu aveam deloc fire de pedagog” iar în ceea ce-l privea pe principele Ferdinand, ea spunea că: „Nando se ocupă de timbrele lui și de regulamentele militare lăsând educația copiilor în seama primei persoane care insistă să o facă. La el groaza de a nu face cumva ceva ce nu se cuvine îl împiedică să facă lucrurile pe care ar trebui să le facă.”:p. 195
Peste toate acestea s-a mai suprapus și ingerința regală, Regele Carol I și regina Elisabeta luându-i pe micii Carol și Elisabeta din mâinile părinților săi cât mai devreme, deoarece regele considera că educația viitorului moștenitor al tronului era una din responsabilitățile sale și era dreptul său în calitate de șef al familiei și de rege.:p. 51
„Se știe că este o tradiție în neamul Hohenzollern ca domnitorii să fie în rele raporturi cu moștenitorii lor. Regele Carol nu s-a abătut de la această tradiție familiară. Nu avea nici o afecțiune pentru Principele Ferdinand, îl tiraniza cât putea și îl umilea mai mult decât trebuia. Dar nici de Principele Carol pe care pretindea că-l iubește — mai puțin totuși decât pe Principele Nicolae, incontestabil nepotul sau răsfățat — nu s-a ocupat de fel. A neglijat complet instrucția și educația lui, ca și cum ar fi vrut să lase României urmași cu totul nepregătiți spre a-i lua succesiunea.:p. 103”—Ion G. Duca, Amintiri politice
Eșecul educării copiilor familiei princiare în sensul înțelegerii rolului și menirii lor publice a fost „un produs al cooperării dintre prea multe autorități și prea puțină disciplină”.:p. 197

## Rege al României

### Neutralitatea
Principele Ferdinand a ajuns pe tronul României la 11 octombrie 1914, după moartea regelui Carol I. Era o perioadă crucială din istoria României, marcată de izbucnirea Primului Război Mondial, în care atât familia regală cât și întreaga societate românească era profund divizată în tabere ce susțineau fie neutralitatea fie intrarea în război de partea uneia sau alteia dintre cele două alianțe aflate în conflict.
Prin moartea regelui Carol I se deblocase de la sine o stare politică tensionată. În parlament noua pereche conducătoare a fost primită cu căldură și speranță, fiind aclamați îndelung.:p. 223
În ciuda presiunilor financiare și morale atât din partea Antantei, cât și a Puterilor Centrale, România a rămas credincioasă neutralității în decursul primilor doi ani ai primului război mondial. Țara nu era pregătită de război. Ferdinand reușește să reziste presiunilor interne și externe, pentru a se alătura uneia dintre tabere.
„Ferdinand este înainte de toate Regele României și un excelent patriot... Nando poate că nu este foarte energic, dar are o ciudat de puternică doză de rezistență și cu cât este mai constrâns și amenințat, cu atât mai puțin se va pune în mișcare; el nu este ceea ce poate fi numit un om de acțiune, dar nu poate fi intimidat.:pp 236-237”—Regina Maria despre regele Ferdinand
Ferdinand și primul ministru Ionel Brătianu s-au folosit de legăturile reginei Maria cu casele regale rusă și britanică pentru a prezenta detaliat dorințele României de realizare a unui stat național unitar, precum și justificările temeiurilor pe care se bazau aceste dorințe. Prin aceste contacte „neoficiale” a fost posibilă „ocolirea” constrângerilor neutralității și facerea cunoscută a poziției României.:p. xxv
După finalizarea unor lungi și dificile negocieri cu reprezentanții Antantei, concretizate prin încheierea unui tratat politic și a unei convenții militare, România a intrat în război la 14 septembrie 1916, declarând război Imperiului Austro-Ungar.

### Războiul și Conferința de Pace

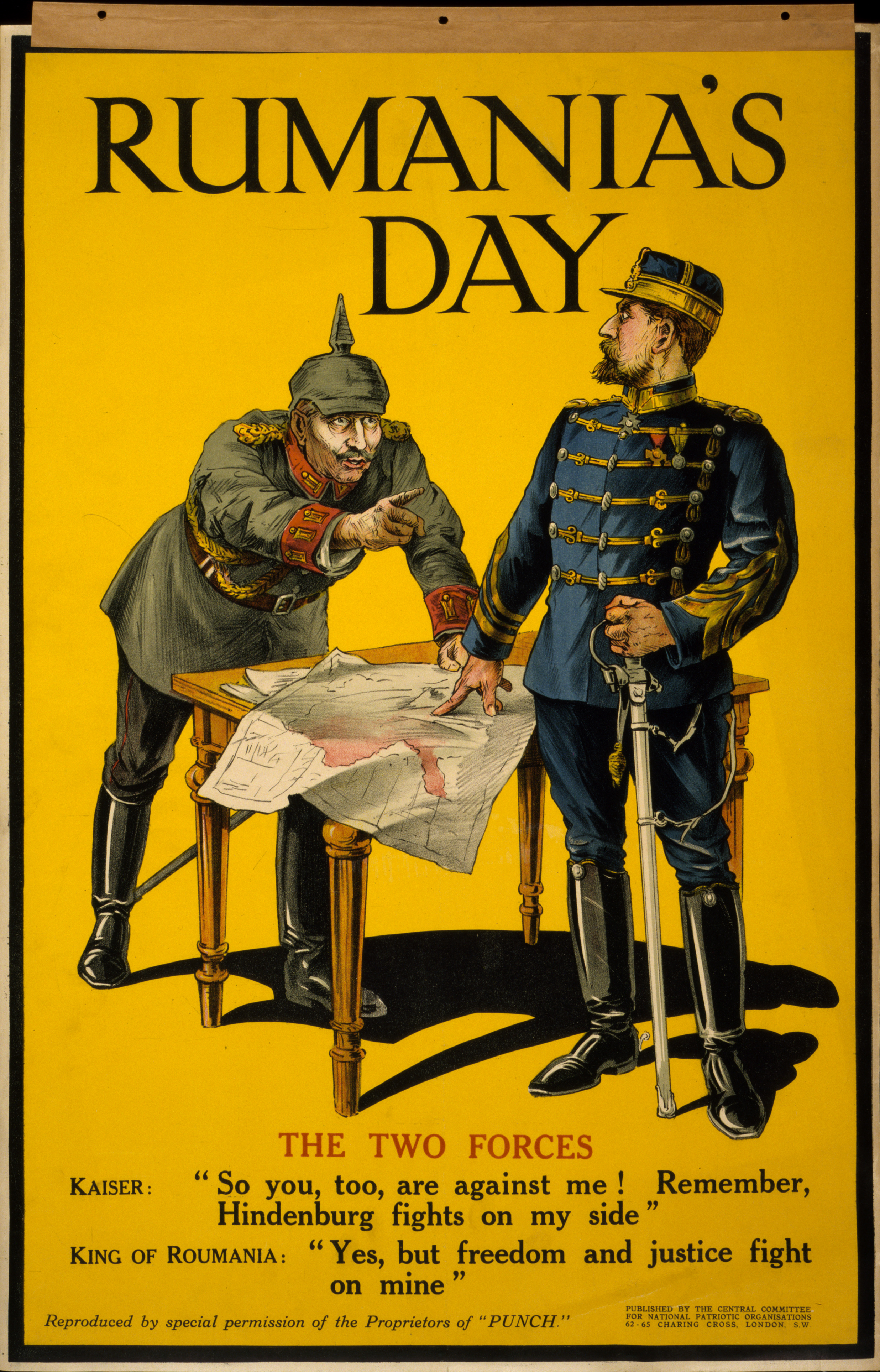
Caricatură britanică pro-românească despre intrarea României în război

În perioada în care România a rămas neutră, misiunea principală a armatei a constat în asigurarea granițelor țării, concomitent cu organizarea și desfășurarea pregătirii marilor unități și unităților din subordine pentru o eventuală intrare în război, cu temeinicie dar cu discreție și fără să pară provocatoare. Misiunea era îngreunată de faptul că cei doi vecini, Rusia și Austro‑Ungaria erau angrenați în înfruntări militare de amploare, chiar la frontiera României, pe frontul din Bucovina și Galiția.:p. 12
La 4/17 august 1916, în casa lui Vintilă Brătianu din București, primul ministru Ionel Brătianu a semnat în secret, din partea României, documentele prin care România se angaja să intre în război de partea Antantei.
La 14/27 august 1916 regele Ferdinand a prezidat Consiliul de Coroană în cadrul căruia s-a luat o hotărâre dramatică: intrarea României în război împotriva țării sale natale, Germania. La aflarea veștii că România s-a aliat cu Antanta, familia din Germania l-a renegat, iar la Castelul Hohenzollern s-a arborat în doliu stindardul heraldic al familiei.
Planul de campanie pentru anul 1916, „Ipoteza Z” definea obiectivul politic major al războiului ca fiind „realizarea idealului nostru național, adică întregirea neamului, prin eliberarea teritoriilor locuite de români, care se găsesc astăzi înglobate în monarhia austro‑ungară”.
În conformitate cu prevederile aceluiași plan, în momentul declarării mobilizării se înființau patru armate: Armata 1, Armata 2, Armata 3 și Armata de Nord, prin transformarea corpurilor de armată existente. Un element care a impietat puternic punerea în execuție a acestui plan a fost faptul că formarea celor patru comandamente de armată s‑a făcut după declanșarea mobilizării și nu înaintea ei, așa cum ar fi fost normal. Prin urmare, comandamentele nou create, nu au putut să gestioneze această operație dificilă, preluând comanda asupra forțelor subordonate și controlul operațiilor aflate în curs de desfășurare simultan cu propria lor constituire. Excepția a constituit-o Armata de Nord unde generalul Prezan, comandant al Corpului 4 Armată a fost numit comandant al nou-înființatei Armate de Nord, fiind singurul care a avut șansa de a comanda trupele pe care le avea deja în subordine, lucru care nu s-a întâmplat în cazul celorlalte trei armate. Acesta este și unul din factorii majori care au contribuit la modul organizat și disciplinat în care au fost conduse și desfășurate acțiunile militare ale Armatei de Nord, față de ezitările și improvizațiile care s-au manifestat în cazul operațiilor desfășurate de restul armatei române.:p. 240
Cu tot entuziasmul din faza inițială a războiului, favorizat de înaintarea rapidă în Transilvania, o serie de decizii politice și militare eronate, precum și intrarea Bulgariei în război, a făcut ca situația de pe câmpul de luptă să se întoarcă rapid, o bună parte din teritoriul României fiind ocupat de către trupele Puterilor Centrale.
În armată, pe fondul incompetenței manifestate de o bună parte din corpul superior de comandă, începuse să se manifeste o atitudine defetistă și resemnată, pe care regele a încercat să o combată cu fermitate.
„În situația actuală nu admit să se vorbească de retragere. Trebuie ca toată lumea, începând cu generalul comandant de armată să desfășoare o energie extremă [...] Orice defecțiune, orice idee de retragere nemotivată de presiunea reală a inamicului, trebuie reprimată imediat cu pedepse capitale.

Armata de Nord, într-o situație dificilă și în fața atacurilor unor forțe superioare, a contraatacat admirabil, 10 zile de-a rândul și a reușit să izgonească pe inamic peste frontieră. Aștept același lucru și de la celelalte armate.:p. 145”—Regele Ferdinand I, Ordinul Comandamentului de Căpetenie nr. 2262 din 11 octombrie 1916
După înfrângerile în serie suferite de Armata României în Oltenia și Muntenia, pierderea bătăliei pentru București compromitea definitiv situația șefului Marelui Cartier General al Armatei, generalul de brigadă Dumitru Iliescu. Ferdinand intervine cu hotărâre și îi cere primului ministru destituirea protejatului său și să lase de acum înainte conducerea efectivă a operațiunilor armatei Marelui Cartier General, fără imixtiunea Ministerului de Război pe care îl conducea.
Ferdinand și întregul guvern român s-au refugiat, în decembrie 1916, la Iași. Pentru rege și familia sa a fost o perioadă extrem de grea, întrucât în noiembrie 1916, murise de febră tifoidă, la numai 3 ani, principele Mircea, cel de-al șaselea copil al cuplului regal. Au fost nevoiți să-l îngroape în grabă, regina Maria amintind în memoriile ei durerea de a nu putea vizita mormântul din cauza ocupației.
România era confruntată cu ravagiile făcute de tifosul exantematic, în timp ce dinspre Basarabia se infiltrau agitatori bolșevici care îndemnau militarii demoralizați să abandoneze lupta și să se ridice împotriva „clasei asupritoare”. În acest context, Ferdinand și-a luat legământul de a înfăptui după război o reformă agrară, reușind astfel să curme aceste tendințe centrifuge.

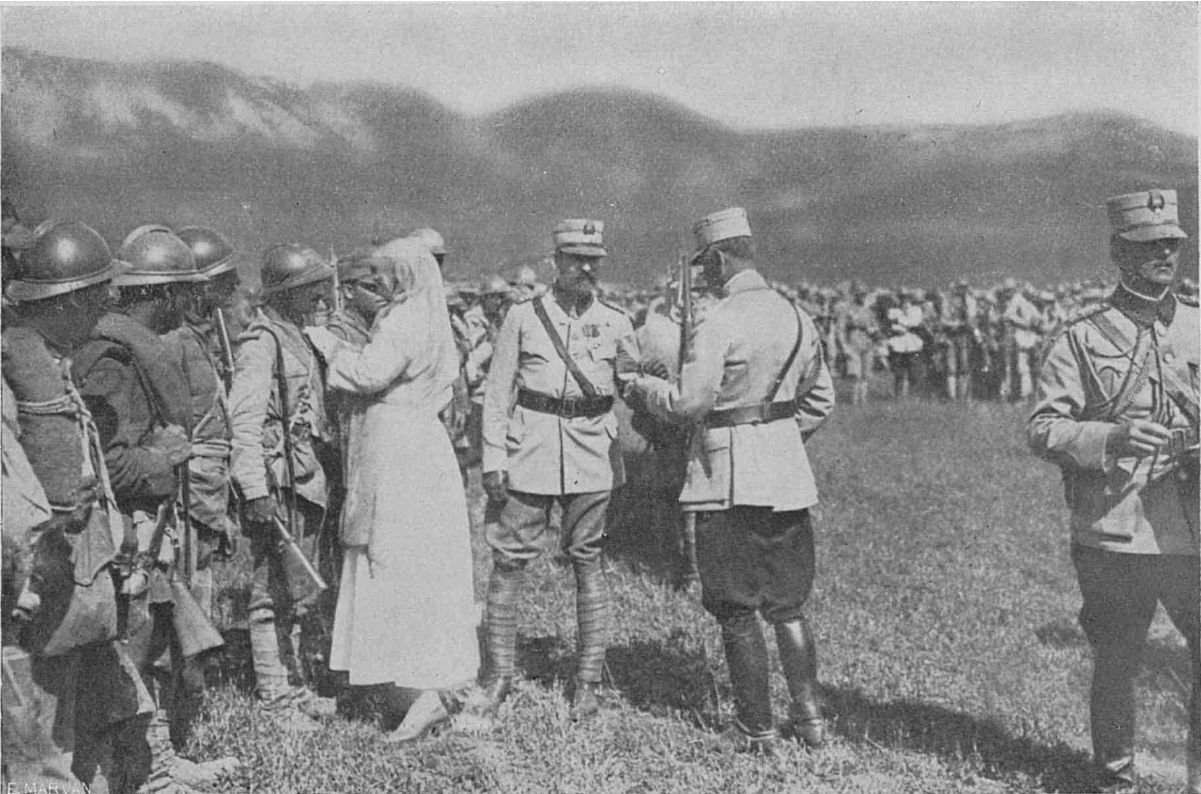
Regele Ferdinand și Regina Maria decorând militarii care au luptat la Mărășești, august 1917

Prezența permanentă și directă a regelui Ferdinand și reginei Maria în mijlocul soldaților care luptau în cele mai grele sectoare ale frontului, ca și promisiunea solemnă a regelui că o parte din pământul țării le va reveni lor, a dus la crearea unei simbioze între familia domnitoare și popor, fapt care se va proba în condițiile dificile ale anilor 1917-1918. „Deși rușii ne-au dat un prost exemplu pentru că mulți dintre ei au devenit bolșevici și își părăseau posturile cu miile, soldații noștri prost hrăniți, înarmați insuficient, rareori lăudați, veșnic obosiți, au rămas credincioși regelui, de neclintit în mijlocul debandadei foștilor lor aliați. Am trăit printre ei pretutindeni, în spitale, pe front, chiar și în tranșee, i-am văzut înfometați, scheletici, renăscând la viață, redevenind ființe sănătoase și puternice. Juraseră să reziste ca un zid pentru a apăra ultima părticică de pământ românesc care era încă al nostru”.
În timpul războiului, Ferdinand și mai ales Maria au contribuit esențial la concentrarea efortului de război și la păstrarea moralului armatei, deși încheierea de către Rusia a unui tratat de pace separat a provocat căderea frontului estic, lăsând România singură împotriva puterilor centrale. Fusese luată în considerare chiar opțiunea ca armata română să se refugieze în Rusia, pentru a fi transportată de flota britanică pe frontul de vest.
După semnarea Armistițiului de la Focșani cu Puterile Centrale la 26 noiembrie 1917, relațiile dintre Regina Maria pe de o parte, regele Ferdinand, Ion I.C. Brătianu și Barbu Știrbey se deteriorează, ca urmare a situării pe poziții divergente privind acțiunea viitoare. Maria consideră armistițiul un angrenaj în care România și-a prins mâna, în vreme ce Brătianu și Știrbey îl consideră o manevră diplomatică menită să câștige timp. Evoluțiile viitoare vor confirma punctul de vedere al reginei, din acel moment Puterile Centrale nefăcând altceva decât să „strângă șurubul angrenajului” conducând în numai trei luni la semnarea umilitoarei păci separate.:p. 215
Incapacitatea conducerii politice a țării de a identifica o soluție viabilă, precum și contextul extern defavorabil, îl silesc pe Regele Ferdinand să accepte o întâlnire cu ministrul Imperiului Austro-Ungar, contele Czernin, la 27 februarie 1918, care, pe un ton arogant și umilitor, îi cere să semneze pacea sau va fi înlocuit cu un alt rege din casele regale austriacă sau germană. „Regele a plâns și a lăsat impresia că ar vrea să facă pace dar că este încă în mâinile celor ce-l înconjoară”, consemnează Alexandru Marghiloman.:p. 376
Regele și guvernul se resemnează și, în lipsa altor opțiuni, decid să înceapă negocierile pentru o pace separată, deși erau conștienți că odată încheiată o astfel de pace, în conformitate cu prevederile tratatului din august 1916, România se autoexcludea din Antantă și implicit ar fi fost în imposibilitatea de a putea participa ca țară aliată la conferința de pace, în cazul unei victorii a Antantei. Regina Maria s-a opus cu vehemență semnării acestei păci, fapt ce îi va atrage reproșuri din partea lui Ferdinand, Brătianu și Știrbey. Într-un act fără precedent și care nici nu a mai fost repetat ulterior, regina îi înfruntă pe aceștia, demonstrând pentru prima dată că poate fi un factor politic de care trebuie să se țină seama.
Regina l-a câștigat de partea ei și pe principele moștenitor Carol, care în Consiliul de Coroană din 3 martie 1918 s-a opus semnării păcii separate, spunând: „Sper ca în această țară se va găsi un om de stat care să ajute pe Rege să nu semneze o pace înjositoare”.
Perspectiva divizării monarhiei, dar și conștientizarea de către liderii politici că în situația disperată respectivă singura legătură viabilă a țării cu Antanta mai era reprezentată doar de regina Maria, l-a determinat pe Ferdinand să facă tot ceea ce a depins de el pentru a nu semna tratatul de pace separat. După război, majoritatea oamenilor politici au recunoscut că acesta a fost momentul crucial care a contribuit la conservarea drepturilor României ca stat aliat, recunoscând meritele acțiunii regelui și reginei în luarea și ducerea la îndeplinire a acestei decizii extrem de dificile.
În cele din urmă, situația avea să se schimbe. În cursul anului 1918, anul de naștere al României Mari, situația războiului s-a întors împotriva Puterilor Centrale și Ferdinand s-a întors la București în fruntea armatei, trecând pe sub Arcul de Triumf, întâmpinat fiind de populația entuziastă. Armata Română a ajuns până la Budapesta, intrând în capitala Ungariei la 4 august 1919 și eliberând Ungaria de  regimul comunist al lui Béla Kun. Acesta din urmă a fugit, via Viena, în URSS.

### Rege al României Mari

Pictură reprezentându-l pe regele Ferdinand I al României, aflată în Catedrala din Alba Iulia

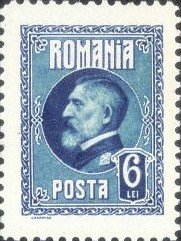
Timbru românesc din 1926

Ferdinand a fost încoronat rege al României Mari la 15 octombrie 1922 în Catedrala din Alba Iulia.
Viața politică internă în timpul domniei sale a fost dominată de Partidul Național Liberal, condus de frații Ion Brătianu și Vintilă Brătianu. Unirea cu Transilvania a lărgit, însă, baza electorală a opoziției, a căror partide principale s-au unit în ianuarie 1925 - octombrie 1926 pentru a forma Partidul Național Țărănesc.

### Criza dinastică
Contrar succeselor dobândite în urma războiului, încununate prin realizarea României Mari, viața personală a regelui se confrunta cu probleme cauzate de Carol, prințul moștenitor, care trăia o viață scandaloasă și, încălcând legea monarhică, s-a căsătorit clandestin, la Odesa, cu Ioana "Zizi" Lambrino. Căsătoria a fost, în cele din urmă, anulată la Tribunalul Ilfov, Ioana Lambrino fiind exilată împreună cu fiul nelegitim al lui Carol, iar principele fiind trimis într-o lungă călătorie în jurul lumii, pentru „a o uita” pe Ioana Lambrino.

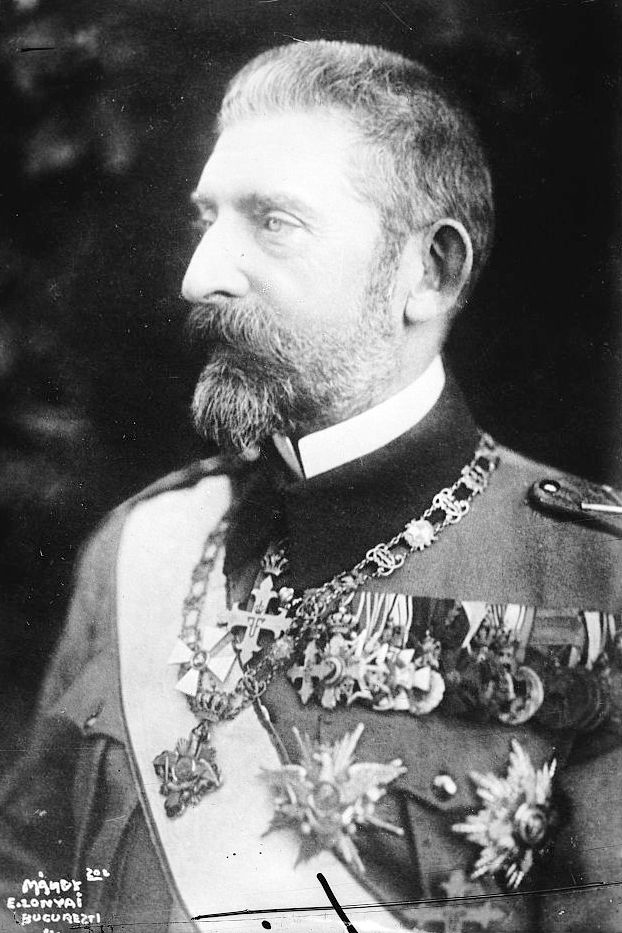
Regele Ferdinand

La 10 mai 1921, Carol s-a căsătorit, la Atena, cu Elena, fiica regelui Constantin I al Greciei, iar în octombrie 1921, Ferdinand asistă la nașterea nepotului său, Mihai, fiul lui Carol și al Elenei. Dar cu toate acestea, mariajul dintre Carol și Elena nu avea să fie de durată, întrucât Carol o va cunoaște pe Elena Lupescu, fiica farmacistului evreu Nuham Grunberg (care se va boteza și își va schimba ulterior numele în Nicolae Lupescu, pentru a putea să își deschidă o farmacie în București) și soția căpitanului Ion Tâmpeanu încă din februarie 1919. Între cei doi se înfiripă vertiginos o poveste de dragoste ce va duce la stabilirea lor în Paris, Carol renunțând la tron în anul 1925 prin două scrisori trimise tatălui său, Regele Ferdinand, pe 12 și 28 decembrie. În aceste condiții, Ferdinand se vede nevoit să accepte decizia fiului său, iar pe 4 ianuarie 1926, Parlamentul ratifică renunțarea la tronul României de către Carol, fiul său, Mihai, fiind declarat urmaș la tron.
Ferdinand a murit la 20 iulie 1927, de cancer intestinal și a fost urmat la tron de nepotul său Mihai, sub o regență formată din trei persoane, din care făceau parte cel de al doilea fiu al lui Ferdinand, prințul Nicolae, patriarhul Miron Cristea și Gheorghe Buzdugan, președintele Curții Supreme de Justiție. La moartea lui Buzdugan, în octombrie 1929 Parlamentul îl alege în regență pe Constantin Sărățeanu. România s-a aflat sub autoritatea regenței între 1927 și 1930.

## Istoriografie
Istoricul Gerhard Grimm scria despre el: 
„Ferdinand a condus țara cu respectarea strictă a Constituției și a pus datoria sa ca rege al României, înaintea simțămintele sale personale (cum a fost în cazul intrării în război împotriva țării sale natale sau excluderii propriului fiu din rândul Casei Regale a României).  A fost dăruit cu un devotament neobosit față de datorie, o gândire socială profundă și capacitatea de a găsi echilibrul între adversități.
 
Cu sprijinul puternicei, energicei și voluntarei sale soții, a reușit să-și conducă țara cu bine prin Primul Război Mondial, să promoveze reforma agrară, să adopte o politică moderată față de minorități, cerută prin Tratatele de Pace de la Paris și să asigure astfel stabilitatea internă a României Mari.
 
Viziunea politică a lui Ferdinand nu a putut fi transpusă integral în practică, din cauza limitărilor puterilor sale prin regimul constituțional existent. Sub aparența sa modestă, retrasă și lipsită de hotărâre se ascundea o conștiință superioară și o bogată viață interioară.:p. 94”—Gerhard Grimm, Biografii germane

## Personalitatea

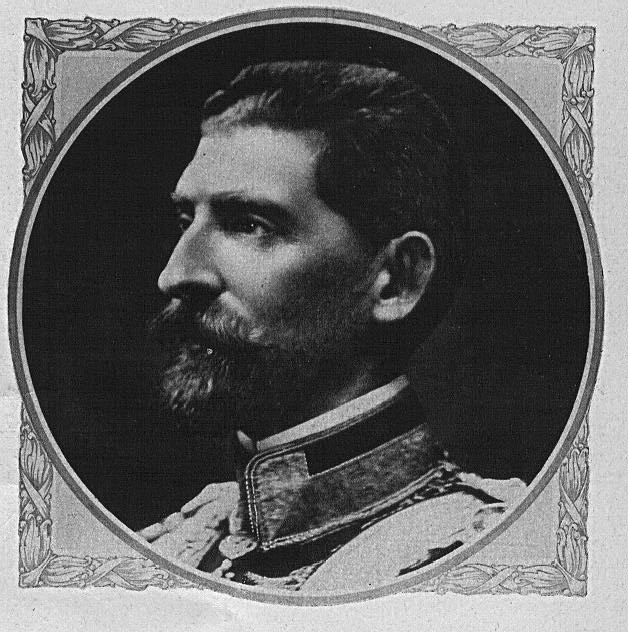
Regele Ferdinand I

Personalitatea regelui Ferdinand a fost una complexă rezultată din influențele uneori contradictorii ale credinței catolice profunde, formației sale umaniste, educației burgheze germane și cerințelor oficiale ale statutului său de prinț moștenitor și apoi rege. Aceste trăsături se puteau întrezări încă din perioada sa de formare, în Germania. Profesorul Vasile D. Păun, îi face următorul portret prințului din respectiva perioadă:
„Bălai, năltuț și subțirel la trup, cu ochii albaștri închiși, foarte blânzi, cu nasul arcat, semnul cel mai caracteristic al liniei suabe de Hohenzollern, cu expresia gurii și a feței așa de fină și de curată, ca ai crede-o de fată mare, amestec armonic al sângelui latin, cu tipul plăvit, gânditor și vesel tot deodată al germanilor de la sud. Ar prinde, poate, mirare pe cineva, dacă i-ai spune că acest tânăr are încă sfiiciuni de femeie, se roșește încă la obraz ca o fecioară de abia scoasă în lume.

Minte cumpănită, vorba măsurată, precisă; judecata clara, înțelege lucrurile dintr-o dată își întrebuințează limba numai atuncea, când ar avea de spus ceva bine gândit. În intimitate, voios, glumeț pe socoteala slăbiciunilor omenești, însă niciodată personal; compătimitor și darnic, blajin cu toată lumea, prieten de temei.”—Prof. Vasile D. Păun, Principele Ferdinand de Hohenzollern
La rândul său Sterie Diamandi, schița în 1934 două portrete antinomice ale lui Ferdinand, care coexistau în spațiul public românesc: 
„Asupra Regelui Ferdinand au circulat și continuă să circule încă două versiuni, diametral opuse una de alta. După una din acestea, regele, sub a cărui Domnie s-a înfăptuit România Mare, e înfățișat în culori vii și strălucitoare, atribuindu-i-se calități dintre cele mai rare. Este versiunea oficială pe care o întâlnești în manualele de școală, în discursurile protocolare ținute în ocazii festive […] Această versiune însă are marele cusur că-i suspectată de către public. Acesta a preferat mai degrabă să dea crezare celeilalte, care-l înfățișează pe regele Ferdinand într-o lumină cu totul defavorabilă. După această ultimă versiune, regele Ferdinand ar fi fost un om fără personalitate, submediocru ca inteligență și plin de păcate. […] Pentru mulți, prințul moștenitor nu era decât „bietul Fritz”, cel cu urechile blegi, pe socoteala căruia unii cleveteau, iar alții se amuzau. ”—Diamandi, Galeria oamenilor politici, 1934
Diamandi, aromân originar din Macedonia, relatează că portretul negativ, care ajunsese chiar până în școlile primare din Macedonia, se impusese atât de tare în conștiința publicului român, încât erau voci care deplângeau vindecarea lui Ferdinand de tifos și își puneau speranțe mari în fiul său, prințul Carol.
Dotat cu o inteligență superioară și o cultură vastă, Ferdinand era o persoană introvertită, nepotrivită pentru poziția publică de prim-plan pe care o presupunea rolul de monarh. Ajuns rege în 1914, când a debutat Primul Război Mondial, Ferdinand a fost în curând pus în situația grea de a alege între interesele țării sale de adopție, România, și identitatea sa germană, care se aflau în conflict ireductibil. După o perioadă de neutralitate, în 1916 România a ales să intre în război pentru realizarea dezideratelor sale naționale. În timpul retragerii guvernului la Iași, când situația militară era disperată, familia regală a avut un rol esențial în păstrarea moralului. Pentru a contracara influența agitatorilor sovietici, regele a promis țăranilor care luptau înfăptuirea reformei agrare, care s-a realizat după război.
Pentru că nu și-a pus semnătura pe tratatul separat de pace cu Puterile centrale din 1918, România a putut intra din nou în război cu câteva săptămâni înainte de sfârșitul acestuia. Odată recunoscută Marea Unire din 1918, Ferdinand și Maria s-au încoronat regi pe 15 octombrie 1922, la Alba Iulia. În următorii ani, România și-a dat o nouă constituție democratică (1923) și a săvârșit reforma administrativă (1925). Ferdinand a fost criticat adesea pentru personalitatea slabă, unii susținând că a fost sub influența soției sale și a politicienilor Ionel Brătianu și Barbu Știrbei, colaboratori apropiați ai săi. Ultimii ani ai suveranului au fost umbriți de noua renunțare la tron a prințului Carol (decembrie 1925), pe care Ferdinand n-a mai tolerat-o, numindu-l moștenitor al tronului pe prințul Mihai, care i-a urmat ca rege.

## Titluri, formule de adresare, însemne și distincții
În virtutea pozițiilor sale în stat, a fost membru de onoare al Academiei Române din 1890, iar între 1914 și 1927 a fost președintele de onoare al aceleiași instituții.

Monograma regelui Ferdinand I

- 16 iulie 1889 – 10 octombrie 1914: Principele moștenitor al României (cu calificativul „Alteța Sa Regală”)
- 10 octombrie 1914 – 20 iulie 1927: Regele României (cu calificativul „Maiestatea Sa”)

Distincții
Regele Ferdinand a primit de-a lungul vieții sale următoarele ordine naționale sau ale altor țări:
Românești
- - Mare Maestru al Ordinului Steaua României, 10 octombrie 1914
- - Mare Maestru al Ordinului Coroana României, 10 octombrie 1914
- - Mare Maestru al Ordinului Carol I, 10 octombrie 1914
- - Mare Maestru (și fondator) al Ordinului Mihai Viteazul, 26 septembrie 1916
- - Mare Maestru al Ordinului Serviciu Credincios, 10 octombrie 1914

Străine
- - Ordinul Legiunea de onoare în grad de Mare Cruce (Franța)
- - Cavaler al Ordinului Prea Sfintei Bune Vestiri (Italia), 1893
- - Cavaler al Ordinului Sfinților Mauriciu și Lazăr în grad de Mare Cruce (Italia), 1893
- - Cavaler al Ordinului Coroana Italiei în grad de Mare Cruce (Italia), 1893
- - Cavaler al Ordinului Jartierei (Marea Britanie)
- - Cavaler al Ordinului Lânii de Aur (Austro-Ungaria)
- - Cavaler al Ordinului Vulturul Negru (Germania)
- - Cavaler al Ordinului Virtutea Militară în grad de Mare Cruce (Polonia)
- - Cavaler al Ordinului Steaua lui Karageorge în grad de Mare Cruce (Serbia)
- - Ordinul Sfântul Gheorghe, clasa a II-a (Rusia), 15 martie 1918

## Medalistică
În 1927, după decesul regelui Ferdinand al României, a fost emisă o medalie comemorativă din tombac cuprat, rotundă având diametrul de 30 mm, cu greutatea de 17 g. Pe aversul medaliei este gravată efigia regelui Ferdinand, spre stânga, iar circular este gravat textul FERDINAND•I•REGE•AL•ROMANIEI• Pe revers, în centru, este gravată o cruce formată din Cifrul regelui Ferdinand I, încadrată, sus, de anul începerii domniei, 1914, iar jos, de anul decesului regelui și implicit de încheiere a domniei acestuia,1927. Cantul medaliei este neted. Medalia a fost gravată de fiica regelui, prințesa Ileana a României, folosindu-se de masca mortuară a tatălui său.

## Numismatică
La 15 iulie 2015, cu prilejul împlinirii a 150 de ani de la nașterea regelui Ferdinand I al României, Banca Națională a României a pus în circulație, în atenția colecționarilor, un set de trei monede (una de aur, cu titlul de 900‰, având valoarea nominală de 100 de lei, una de argint, cu titlul de 999‰, având valoarea nominală de 10 lei, și una de tombac cuprat, având valoarea nominală de 1 leu), precum și o monedă de argint. Toate monedele din această emisiune sunt de calitate proof, sunt rotunde și au cantul zimțat. Monedele de argint au aceleași caracteristici cu cele de argint prezentate în set. Monedele sunt puse în vânzare în capsule transparente de metacrilat. Fiecare set de monede și fiecare monedă de argint separată sunt însoțite de câte un certificat de autenticitate, înseriat, semnat de guvernatorul Băncii Naționale și de casierul central al acesteia, precum și de o prezentare succintă în limbile română, engleză și franceză a vieții și activității regelui Ferdinand I al României.
Au fost emise 150 de seturi de monede (din aur, argint și tombac cuprat), precum și alte 250 de monede de argint.

## Statui

### În România
În România interbelică, au existat 6 statui ale Regelui Ferdinand I (Chișinău, Ismail, Silistra, București, Oradea, Turnu Măgurele), ce au dispărut odată cu venirea comuniștilor la conducerea țării.
În prezent, singura statuie, din cele de mai sus, care a fost reconstruită este cea din Oradea.

### În Republica Moldova
Sculptorul moldovean Veaceslav Jiglițchi a instalat sculpturi (busturi) ale regelui în diferite orașe din Republica Moldova (Rezina, Varnița, Nisporeni, Orhei, Verejeni, Bălți, Curătura), între 2015 și 2023.